# Америчка прича
Америчка прича је америчка драма и спортска телевизијска серија, чији је аутор Ејприл Блер. Ова серија се први пут приказала на америчкој телевизијској мрежи Си-Даблју  10. октобра 2018. године. Серија је настала по узору на живот професионалног играча америчког фудбала Спенсера Пејсингера, кога глуми Данијел Езра. Априла 2019. године обновљен је уговор за снимање друге сезоне, чија је премијера била 7. октобра 2019. године, а у јануару 2020. телевизија Си-Даблју је склопила уговор за приказивање треће сезоне.

## Радња серије
Радња серије прати живот средњошколског играча америчког фудбала из Јужног Лос Анђелеса, који је ангажован да игра за Средњу школу „Беверли Хилс“. Прати његове победе, поразе и борбу између две породице из веома различитих средина- Креншо и Беверли Хилс. Серија је инспирисана истинитом причом о Спенсеру Пејсингеру, професионалном играчу америчког фудбала.

## Главни глумци и љихови ликови
- Данијел Езра као Спенсер Џејмс. Играч америчког фудбала, који се из Кренша пребацује у Средњу школу „Беверли Хилс“ како би играо за њих.[5] Дуго је веровао да је његов отац тренер у Источној Невади. Након што је покушао да отера Тајронову банду из Кренша, он је био једини играч који је добио овације од публике, упркос томе што је играо за „Беверли Хилс“, који им је био ривал. Због смрти оца, одлучио је да одустане од фудбала. Након што је рањен од стране Тајронових људи, одлучио је да оде на операцију, како би могао да се врати фудбалу.
- Калиша Муреј као Тамија Купер. Куп је Спенсерова најбоља другарица из Кренша. Она се уплела у освету између банди.[6] Када се вратила кући, након што је помогла да ухапсе Тајрона, окренула се писању песама и реповању.
- Грета Ониогу као Лејла Китинг. Ученица Средње школе „Беверли Хилс“. Њен отац је успешан музички продуцент, али јој је мајка погинула у саобраћајној несрећи. Била је са Ашером, а касније са Спенсером.
- Саманта Логан као Оливија Бејкер. Она је била Билијева ћерка која је била заинтересована за Спенсера, али су остали добри пријатељи. Због коришћења таблета је била на рехабилитацији. Након њеног повратка, поново се зближила са Лејлом. Помагала је Ашеру око проблема које је имао и касније су били заједно. Оливијин брат близанац је Џордан, са којим је у добрим односима, као и са њеним родитељима.[7]
- Мајкл Еванс Бејлинг као Џордан Бејкер. Џордан је Билијев син, Оливијин брат и капитен фудбалског тима. У почетку је био љубоморан на Спенсера, али су се временом зближили. У другој сезони је често упадао у свађе и био бунтован, али се касније променио.[8]
- Коди Кристијан као Ашер Адамс. Био је на истој позицији као и Спенсер и био је Лејлин дечко. Његов отац је изгубио сав породични новац, па га је Ашерова мајка напустила, а Ашер је прави разлог њеног напуштања сазнао тек касније.[9] Након свих проблема, одлучио је да се посвети тренирању. Заједно са Спенсером је био капитен тима. Касније је признао да је користио стероиде и тада је цео тим, заједно за Билијем и Оливијом, био уз њега.
- Карима Вестбрук као Грејс Џејмс. Грејс је Спенсерова и Диланова мајка. Она је била у истој генерацији са Коријем и Билијем и кратко је била са Билијем, што су чували као тајну.[10]
- Моне Мејзур као Лаура Бејкер. Лаура је Билијева жена и мајка Оливије и Џордана. Она је адвокат. Строга је, али покушава да одржи породицу на окупу. Након што је сазнала да је Били био са Грејс, одлучује да се разведе од Билија.[8]
- Скот Дигс као Били Бејкер. Били је тренер који води „Беверли Хилс“ и који је регрутовао Спенсера. Као и Спенсер, потицао је из Кренша и био успешан све док није повредио колено. Након што је Лаура поднела захтев за развод, покушао је све како би исправио своје грешке.
- Џејлин Хол као Дилан Џејмс. Дилан је Спенсеров млађи брат, који је за своје године веома зрео. Одличан је ђак и има жељу да игра фудбал као и Спенсер, али се тренутно посветио кошарци.[11]

## Развој и продукција
У септембру 2017. године је објављено да Грег Берланти има две идеје у плану, од којих је једна инспирисана животом НФЛ играча Спенсера Пејсингера. Откривено је, такође, да ће Ејприл Блер написати и извршити продукцију пројекта без наслова, заједно са Берлантијем и Саром Шехтер. Уводна епизода за потенцијалну серију, којој су дали име Спенсер, је планирана за јануар 2018. године. Пријављено је, 2. октобра 2018. године да се Блер повукла из личних разлога, због чега ју је заменила Енкејчи Окоро Керол. Си-Даблју је 8. октобра 2018. године тражила пет додатних сценарија серије. Објављено је, 8. новембра 2018. године да је Си-Даблју наручила још три додатне епизоде, што је довело прву сезону до шеснаест епизода. Априла 2019. је пријављено да Си-Даблју обновила уговор за другу сезону серије. Премијера друге сезоне била је 7. октобра 2019. Си-Даблју је 8. октобра 2019. тражила још три епизоде друге сезоне, а уговор за трећу сезону је обновљен 7. јануара 2020. године.

### Глумци
Скот Дигс је добио улогу Билија Бејкера 22. фебруара 2018. године, а недељу дана касније је Саманта Логан добила улогу Оливије Бејкер, његове ћерке. Остатак поставе је формиран до средине марта, са Калишом Муреј и Гретом Ониогу 15. марта, у улози Тамије Купер и Лејле Китинг. Следећег дана улоге су добили и Моне Мејзур, Мајкл Еванс Бејлинг и Коди Кристијан као Лаура Бејкер, Џордан Бејкер и Ашер Адамс. Карима Вестбрук је добила улогу Грејс Џејмс 19. марта, а британски глумац Данијел Езра је добио главну улогу Спенсера Џејмса 21. марта. Џејлин Хол је 31. маја унапређен за сталног члана поставе као Дилан, Спенсеров млађи брат.

### Снимање
Снимање серије се одвија у Лос Анђелесу, у Калифорнији. Уводна епизода је снимљена у првој четвртини 2018. године, а снимање прве сезоне је почело у јулу. Снимало се у Средњој школи „Томас Џеферсон“ у јужном делу централног Лос Анђелеса, у серији позната као Средња школа „Јужни Креншо“.

## Критика
На веб-сајту Ротен томејтоуз, серија има рејтинг од 91%, што је засновано на 23 коментара и има просечну оцену 6.92/10. Критички консензус странице гласи : “Америчка прича је амбициозни покушај да се дотакну класне борбе и школска драма, већим делом захваљујући победничкој глумачкој постави-повољан почетак обећавајуће нове серије“. Метакритик је оценио успех са 63 од 100, заснован на 15 критика, указујући на генерално повољне критике.